# Babinszky Csilla
Babinszky Csilla (Kecskemét, 1970. április 6. –) Munkácsy Mihály-díjas képzőművész, festő

## Életútja
1984 és 1988 között a szegedi Tömörkény István Képző- és Iparművészeti Szakközépiskola grafika szakán tanult, majd 1989 és 1994 között a budapesti Magyar Képzőművészeti Egyetem képgrafika szakát végezte el. 1994–1996-ban részt vett a Magyar Képzőművészeti Egyetem Posztgraduális képzésén, majd 1996-ban ugyanitt művészettörténet, geometria és pedagógiai diplomát szerzett. A MAOE, az FKSE, a MAMŰ és a Magyar Grafikusművészek Szövetségének tagja.

## Díjak, ösztöndíjak
- 1992 • Barcsay-díj
- 1993 • Prohászka-díj
- 1996 • Művelődési és Közoktatási Minisztérium spanyolországi ösztöndíja
- 2000–2003 • Derkovits-ösztöndíj
- 2001 • Római Magyar Akadémia Művészeti Ösztöndíja, Róma (I)
- 2005 • Christian Merian Stiftung ösztöndíja, Artist in Residens Program IAAB studio, Bázel (CH) • Budapest és Párizs város ösztöndíja, Cité des Arts, Párizs (F)
- 2010 • Djerassi Resident Artists Program, California (USA)
- 2014 • Munkácsy Mihály-díj

## Egyéni kiállítások
- 1993 • Prohászka-díj, Kecskeméti Képtár, Kecskemét
- 1994 • Fű [Dániel Andrással, Tasnádi Józseffel], Active Art Gallery, Szentendre • Alef [Dániel Andrással, Tasnádi Józseffel], Óbudai Pincegaléria, Budapest • Kocsis Pál Mezőgazdasági Szakközépiskola, Kecskemét
- 1995 • Leltár [Dániel Andrással, Tasnádi Józseffel], Egyetemi Színpad, Budapest
- 1999 • Törékeny Ideográfia, Óbudai Társaskör Galéria, Budapest • Erlin Galéria, Budapest
- 2000 • Home Puzzle, MAMŰ Galéria, Budapest
- 2001 • Benczúr Galéria, Budapest
- 2002 • Home Puzzle, Közelítés Galéria, Pécs
- 2003 • Csend-életek, Vízivárosi Galéria, Budapest
- 2004 • Optimista Ön?, Karton Galéria, Budapest
- 2006 • Medence, Magyar Műhely Galéria, Budapest
- 2008 • Finoman Lépkedj, Budapest Galéria, Budapest
- 2011 • Doubt, Trollwerk Art e.V., Potsdam (D) • Gesso [Illés Barnával], Vízivárosi Galéria, Budapest.

## Válogatott csoportos kiállítások
- 1993 • Európai főiskolások nemzetközi kiállítása, Maastricht (NL) •  Barcsay-díjasok kiállítása, Barcsay Múzeum, Szentendre
- 1994 • Magyar Képzőművészeti Főiskola, Budapest
- 1995 • Válogatás a Képzőművészeti Főiskolások munkáiból, Athén (GR)
- 1996 • Stúdió kiállítás, Vigadó Galéria, Budapest
- 1997 • Idill, 78-as Galéria, Sopron
- 1999 • Eltűnés, Galerie Barakk, Berlin (D)
- 2000 • Art Expo Friss, MűvészetMalom, Szentendre • Lépés a jövőbe, Vajda Lajos Stúdió Pincegaléria, Szentendre • Baggage, Magyar Konzulátus, New York (USA) • Képgrafika 2000, Budapest Galéria Lajos utcai Kiállítóháza, Budapest
- 2001 • Feketén fehéren, Műcsarnok, Budapest • Derkovits ösztöndíjasok beszámoló kiállítása, Ernst Múzeum, Budapest • Meghívó egy vadászatra, Art Camp Szimpozion, MAMŰ Galéria, Budapest • Egységes olvasási mód, Artpool, Budapest • Csak finoman, MűvészetMalom, Szentendre • The last women, IX. Inner Spaces Multimedia Fesztivál, Poznan (PL) • Válogatás a Derkovits ösztöndíjasok anyagából, Magyar Kulturális Központ, Moszkva (RUS) • Rosszban, jóban, A MAMŰ Társaság kiállítása, Kecskeméti Képtár, Kecskemét • Római vakáció. A római ösztöndíjasok kiállítása, Accademia d’ Ungheria, Róma (I)
- 2002 • Asztal network, Ét-vágy fesztivál, Pécs • Gólya, Art Camp Szimpozion, KAS Galéria, Budapest • Hang és Kép, X. Inner Spaces Multimedia Fesztivál, Poznan (PL) • Ruling the Nature, Kunsthalle FAUST, Hannover (D)
- 2003 • Válogatás a Derkovits ösztöndíjasok anyagából, Kassa (SK) • Jubileumi kiállítás, 78-as Galéria, Sopron • Breaking silence, XI. Inner Spaces Multimedia Fesztivál, Poznan (PL) • Kerék, Art Camp Szimpozion, Művésztelepi Galéria, Szolnok
- 2004 • Művészeti Szemle, MAOE Alkotói Támogatás, Olof Palme Ház, Budapest • Energia és ellenérték, MűvészetMalom, Szentendre • Csendéletek, Ernst Múzeum, Budapest • MAMŰ Ludens, Magyar Műhely Galéria, Budapest
- 2005 • Jumi Project, Basel (CH) • Open Studio, Bázel (CH)
- 2006 • Underground-e. A trendek között, Hattyúház Kortárs Művészeti Kiállító, Pécs
- 2007 • Kenyérgyár project, Siófok • 100 grafika – 100 kortárs művész, Barcsay terem, Budapest
- 2008 • Űrkollázs és mellékhatás, MűvészetMalom, Szentendre
- 2009 • Lakott sziget, Vízivárosi Galéria, Budapest • ... hogy a fal adja a másikat!, Millenáris Teátrum, Budapest • Nőnem. Progresszív világlátás kortárs nőművészektől. Válogatás a K-Arts Kész Művészeti Gyűjteményből, Kecskemét • Rejtőző "ének" (fotográfiai átfedések), MAMŰ Galéria, Budapest
- 2010 • Kogart Művészeti Gyűjtemény 2009, KOGART, Budapest • Tabula Rasa. No.I., MAMŰ Galéria, Budapest • Art Fanatics. Kortárs Magyar Gyűjtemények 2, Műcsarnok, Budapest • BP PSYCH BP SPIRIT, G13 Galéria, Budapest • Együtt, KAS Galéria, Budapest • Szentendre a Gödörben. Hétköznapi progresszív alkotók seregszemléje, Gödör Klub, Budapest • Budapest Art Fair, Műcsarnok, Budapest
- 2011 • Foglyul ejtett (személyes) idő, MMG Galéria, Budapest.

## Köztéri művei
- Barcsay Múzeum, Szentendre
- Kecskeméti Képtár, Kecskemét

## Könyvei
- Cream; Magyar Műhely, Budapest, 2006 (Pixel-könyvek)
- Babinszky munkák. Budapest, 2006.